# Terminal portuaire
Pour les articles homonymes, voir Terminal.

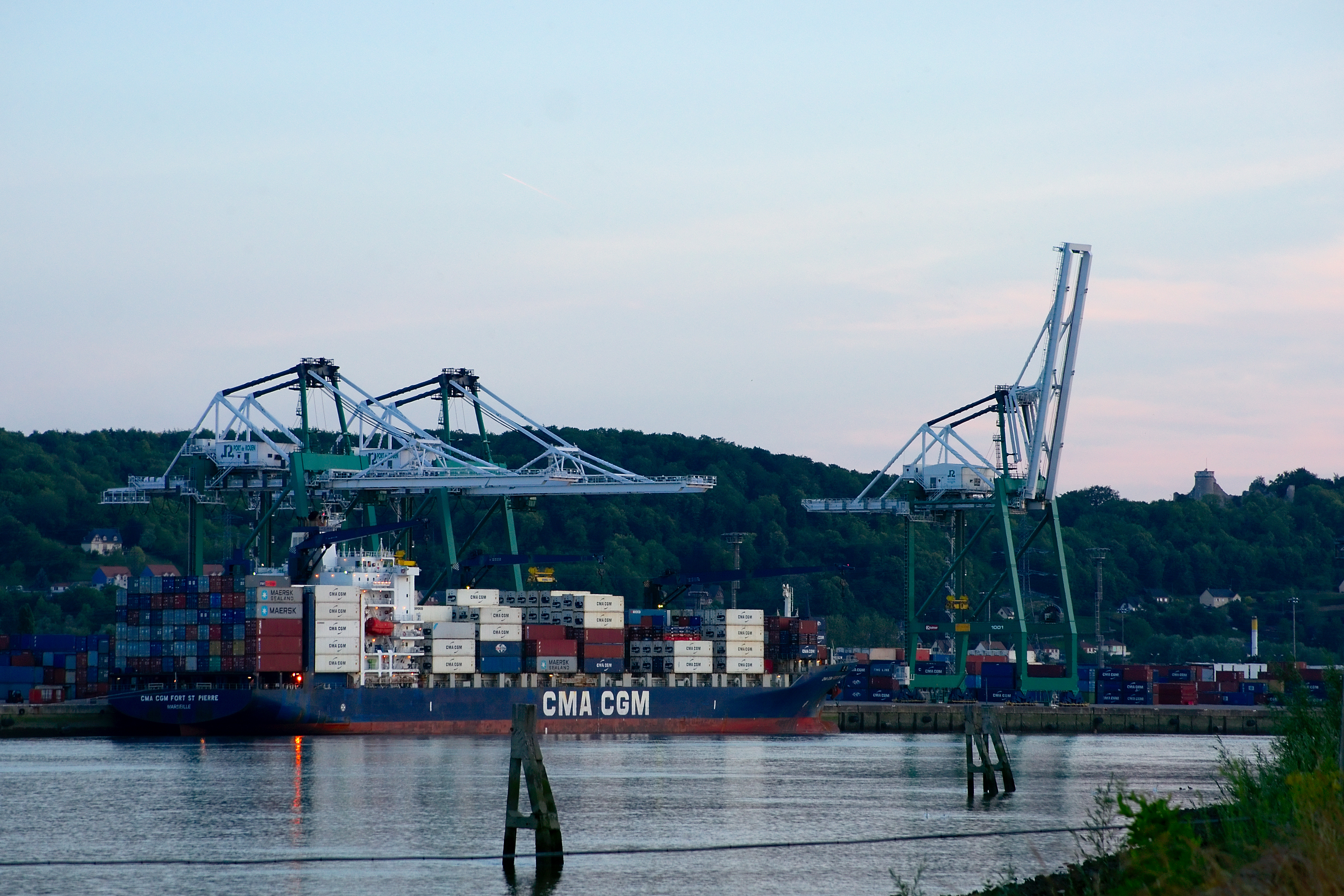
Terminal conteneur de Grand-Couronne, dépendant du port de Rouen.

Un terminal est, dans un port maritime ou fluvial, une infrastructure permettant la manutention (chargement, déchargement) d'un type de marchandise déterminé. En fonction de la taille et de la spécialisation du terminal, il peut comporter un ou plusieurs docks pour répondre aux besoins de traitement des différentes cargaisons et types de navires, et d'autres services annexes. 

## Historique
L'espace portuaire a été profondément bouleversé par le mouvement de terminalisation dans la seconde moitié du XXe siècle. La spécialisation et le gigantisme des navires a entraîné la construction de nouveaux sites portuaires avec des terminaux aux dimensions inusitées comportant des docks spécialisés et qui remplacent les quais d'usage polyvalent.

## Exemple de terminaux portuaires
- terminal maritime de passagers
- terminal pétrolier,
- terminal conteneur,
- terminal méthanier (dit aussi terminal gazier, terminal GNL ou LNG),
- terminal charbonnier,
- terminal minéralier,
- terminal roulier, un terminal ferry, etc.